# AU-System
AU-System var ett konsultföretag inom IT-branschen som levererade skräddarsydda IT-lösningar till företag och myndigheter.
Ulf Jonströmer startade AU-System 1974 genom att övertyga Stockholms Fondbörs om att minidatorer och datakommunikation borde användas för att effektivisera börshandeln. 1978 togs beslutet att helt specialisera sig på datakommunikation. Då telefoni under 1980-talet även började överföras digitalt blev inriktningen tillämpad tele- och datakommunikation. Under mitten av 1980-talet var företaget en viktig partner till Ericsson Information Systems och utvecklade olika program till mindatorsystemen Serie 2000 och Serie 2500. På 1990-talet kom även mobil kommunikation med i AU-Systems verksamhetsområden.
1982 gick Ericsson och Programator in med varsin tredjedel av aktierna. På 1990-talet blev Telia en stor delägare, och andra nya delägare var Cisco och IBM. Då skapades även företagets klassiska symbol av en grafiker hemmahörande i Sundbyberg. 1999 såldes större delen av AU-System till den internationelle investeraren Schroder Ventures (som idag heter Permira), med inriktning på en börsintroduktion som skedde år 2001, strax innan IT-bubblan började spricka.
Under 1990-talets senare del knoppades två nya företag, Across Wireless och iD2 Technologies, av från AU-System. År 2000 såldes dessa två bolag till finska Sonera och slogs där samman till bolaget SmartTrust, som Telia Sonera senare sålde till Technology Nexus.
1999 utnämndes AU-System till Årets IT-företag av Veckans affärer.
2002 köptes AU-System av Teleca, avregistrerades från börsen, och delades upp i tre delar varav en del senare såldes till Ericsson.
2006 ville Teleca sälja de avdelningar som huvudsakligen utgjordes av gamla AU-System - dessa fick namnet auSystems och tanken var att introducera auSystems på börsen.  Men 2007 köptes istället auSystems av Cybercom Group. Samma år köpte Cybercom även PKI-verksamheten från Technology Nexus, och i det köpet följde ett antal gamla AU-System'are med.